# شركة البحر الأحمر العالمية
شركة البحر الأحمر العالمية هي شركة مساهمة سعودية، تأسست في الثاني عشر من يناير عام 1986، برأس مال ثلاثمئة مليون ريال سعودي، يتمثل نشاط الشركة في بيع وتأجير المباني السكنية والتجارية الجاهزة، بالإضافة إلى توفير حلول سكنية سريعة وطويلة الأمد للشركات العاملة في قطاعات النفط والغاز والبناء والتعدين.

## مجلس الإدارة
- مروان الصايغ - رئيساً تنفيذياً.[2]